# Комитет охраны тепла
Комитет охраны тепла (сокращенно «К.О.Т.») — пост-советская, единственная в своём роде регги-панк-группа, основанная осенью 1987 года в Калининграде.

## История

#### Рождение легенды
Основатель культовой группы «К.О.Т.» Сергей Юрьевич Белоусов, он же «Олди», родился 16 октября 1961 года в городе Осинники, Кемеровской области и с незапамятных времен проживал в Средней Азии на Алтае. По молодости он, по неизвестным причинам, отсидел три года в колонии для несовершеннолетних, откуда вышел вполне половозрелым человеком. В 1976 году он приехал из Барнаула в Калининград к матери, чтобы учиться на корабельного кока. В Калининграде он подрабатывал художником-оформителем, увлёкся музыкой и собрал все виниловые пластинки с записями Боба Марли (которые потом пропали и гуляли по рукам у всего города). Со временем Сергей Белоусов освоил игру на гитаре в объеме, необходимом для игры регги и исполнения собственных песен. Известный всю свою сознательную жизнь как «Олди», он запомнился людям, знавшим его близко, человеком крайне необычным и эксцентричным, часто непонятным и независимым до неадекватности, но невероятно притягательным и тёплым, - своего рода иконой стиля, им же созданного, - непререкаемым имиджевым авторитетом.

#### Образование группы
В 1986 году образуется группа «Свободный член», которая толком не дала ни одного концерта и состояла из двух одиозных личностей калининградского андерграунда того времени: Сергея «Олди» Белоусова и басиста-самородка Валерия «Стэн» Симченко. А осенью 1987 года Олди собирает новую группу «Комитет Охраны Тепла». После ряда изменений один из первых составов «Комитета» стал включать: Олди - вокал, гитара; Стэн - бас; Юрий Щедрин - гитара; Андрей Коломыйцев (участник различных групп, позже редактор журналов «Рот» и «Во!», старожил калининградского музыкального подполья, ныне a.k.a. StirliTZ) - клавишные; Андрей Брытков (группа «Хорошие времена») - саксофон; Александр Багачевский - флейта; Ирина Сильченко (Метельская) - бэк-вокал (прирожденный). Чуть позже, в 1988 году, к группе присоединился Александр Верешко - ударные (группа «Хорошие времена»). Музыкально группа сразу отказалась от русского рока, оставив за собой только право на русские тексты (отсюда панк), и взяла курс на ямайский регги, так говорил Олди, а словом «рэггей», по его мнению, пользуются только профаны и лохи.

#### Конец 80-х
В 1987 году, отыграв несколько концертов, «Комитет» записывает свой первый альбом-раритет «Растоманы» в Калининградском Дворце пионеров в любительской студии председателя городского рок-клуба Александра Коломейцева . Некоторые песни из этого альбома, такие как «Комсомольцы» и «Холуй», вскоре исчезнут даже из концертных программ. В конце это же года группа решила освоить «студийную» запись в ДКЖ (Дворец культуры железнодорожников). В ночь на 5 февраля 1988 года репетиционный процесс в ДКЖ перетек в запись. Так был записан альбом «Зубы» (у Олди тогда непонятным образом болели зубы). Прямо во время записи из группы ушел, а точнее убежал в ночь, басист Стэн, позже он создаст свою группу «Дым» и также запишет альбом в ГДП у Коломейцева Александра. Басовые партитуры были доиграны на клавишах Коломыйцевым и гитаристом Щедриным. Звукорежиссёром записи числится Сергей Абрамов, а продюсером - Эдик Невердаускас (хотя качество записи этого шедевра, к сожалению, так и осталось любительским). Песня «Розовый балет» на долгое время становится визитной карточкой «Комитета» и программной вещью всех концертов, а их по тем временам было немало. Группа с успехом бомбит все доступные площадки Калининграда, начиная со студенческих, любимого ДКМ (Дворец культуры моряков, где Олди числился каким-то техником) и до «Спаррингов» - филармонических программ с участием калининградских и приезжих молодежных групп. Но настоящая известность наступает после выступления в декабре 1989 года на втором фестивале «СыРок» в Москве, где «Комитет» становится лауреатом. После этого последовали выступления на рок-фестивалях в Риге, Харькове, Архангельске. Именно в этот легендарный период «Комитет Охраны Тепла» становится неформальным движением: на сцене во время концертов появляется «группа поддержки» на манер питерского АукцЫона (неслучайна позже дружба Олди с Гаркушей). Только «комитетовские» два десятка человек не только танцуют, но и: размахивают растаманскими флагами, изображают невероятные пантомимы и даже танки, жарят яичницу (!) и т.д. и т.п. На некоторых площадках, где не хватает места из-за ограниченности сцены, эти люди занимают фан-зону, увлекая за собой зрителей и делая их участниками этого броуновского перформанса. Всё это «Комитет Охраны Тепла» того времени, когда Олди, пристально взглянув в глаза новому члену, выдавал чарующее: «теперь, ты - Комитет!». Таким образом в каждом городе России, где они выступали (да и не только), в бесчисленном количестве появлялись «новые» директора, менеджеры, продюсеры и участники группы.

#### Начало 90-х
В 1990 году меняется состав. Теперь вместе с Олди постоянными участниками «Комитета» выступают: Александр Верешко - ударные, Андрей Моторный - гитара; Андрей Редькин - бас, иногда к ним по старой памяти присоединяются Андрей Брытков - саксофон и Ирина Сильченко - бэк-вокал. Однако, из-за увлечения Олди алкоголем и наркотиками концерты не редко срываются, а некоторые продолжаются всего несколько песен, организаторы постепенно отказываются работать с ними. Несмотря на это группа пользуется огромной популярностью, ее начинают приглашать на концерты и фестивали в другие города. Внешний вид Олди того времени был описан в журнале «Redrum» следующим текстом: «Он одет во всё чёрное, его причёска состоит из косичек, в которые вплетены разноцветные ленточки, на голове шапочка красно-жёлто-зелёного цвета  - цвета Жизни, Любви, Солнца». А в энциклопедии «Кто есть кто в советском роке» группа «Комитет Охраны Тепла» была названа «единственной последовательной группой, играющей в нашей стране рэггей».
В конце 1991 года Олди переезжает в Москву. Этот переезд был, в первую очередь, обусловлен удачным стечением обстоятельств, благодаря которым у группы наконец-то появилась возможность сделать профессиональную запись - в студии телецентра «Останкино». Записью и сведением звука занималась Ольга Климова, специализировавшаяся на музыке симфонических оркестров, и никогда до этого не слышавшая музыку регги. В это же время случился ГКЧП и запись была прервана и частично утеряна. Результат этой работы вылился в альбом под названием «Комитет Охраны Тепла». Возможно поэтому, обозреватель журнала «Fuzz» Е.Борисова отмечает, что «спето всё абсолютно мёртво» и даже «хитовые песни звучат просто ужасно».
В 1992 году материал был перезаписан. Были добавлены аутентичные сэмплы, напоминающие звуковые образцы африканских племенных плясок (см. конец песни "Африка"). В качестве сессионного музыканта в записи принял участие Герберт Моралес из регги-группы Jah Division. Вторая (лучшая) версия этого альбома получила собственное название "Раны Тепла". Спустя восемь лет копия первого варианта, который считался утерянным,  была случайно найдена, поэтому существуют две версии этой записи с самостоятельными названиями, как двух альбомов. Обе версии были переизданы с добавлением аудио- и видео- бонусов.
Неоднократные попытки энтузиастов снять клип "Комитета" постоянно проваливаются по разным причинам. Так, например, Александр Коломейцев, известный в городе не только как председатель рок-клуба, но и первый клипмейкер, постоянно стирал отснятый материал по моральным соображениям - в каждой песне к месту и не к месту Олди употреблял ненормативную лексику, тем самым делая съёмку бессмысленной, ибо выпустить мат в эфир никто бы не позволил, а YouTube тогда не было.

#### Конец 90-х
В 90-х «Комитет Охраны Тепла» часто гастролировал и объехал практически весь бывший СССР. Примечательно, были концерты в городах: Киев, Мирный (Якутия), Сыктывкар, Гурзуф, на Кубани и др. Однако, при этом «Комитет» неоднократно практически прекращал свою деятельность по причине того, что его идейный лидер и вдохновитель Олди мог пропасть на несколько месяцев, появляясь чуть ли не одновременно, то в Калининграде, то в Москве, то в Питере и т.п.. В это время Олди снова в не в ладах с законом из-за наркотиков, которыми он продолжал интересоваться во всех видах. Он неоднократно оказывается в тюрьмах и нарко-лечебницах, ведет конспиративный образ жизни, меняет фамилию на Одинец (фамилия второй жены). С этой фамилией, кстати, он и будет похоронен. Так образ жизни лидера «Комитета Охраны Тепла», поначалу было похожий на дауншифтинг, быстро превратился в эскапизм, сделавший из Олди фактически российского паупера.
В 1997 году Олди неожиданно появляется в «Программе А», но без группы. Коротко стриженный и какой-то потерянный, он больше похож на человека вышедшего из зоны или человека ведущего далеко не здоровый образ жизни. Былая слава почти вся испарилась, и, разменявший свой творческий потенциал на сиюминутные радости, Сергей Белоусов уже никак не выглядел иконой отечественного регги и культовым Олди.

#### 2000-е
С началом нового тысячелетия концертная деятельность «Комитета» явно сошла на убыль. Одно время Олди пытается выступать самостоятельно, привлекая на концерты, как правило, музыкантов из разных групп того города, где проходит выступление. На концертах в родном Калининграде удается вытаскивать на сцену музыкантов из прежних составов, чтобы играть старые песни на новый лад, но выходило только хуже. Сам Олди уже не мог предложить ничего нового. На некоторых выступлениях он просто сидел на краю сцены или лежал, а то и вообще, обругав всех, уходил посредине концерта. Так однажды на одном из последних выступлений из зала раздалось: «Олди, вставай и пой, πидар». От легендарного «Комитета Охраны Тепла» к этому времени уже практически ничего не осталось! К 2008 году «Комитет Охраны Тепла» фактически перестал существовать.
Осенью 2009 года Сергей «Олди» Белоусов окончательно вернулся в Калининград и поселился на одном из хуторов Правдинского района с группой единомышленников. В том же 2009-м Сергей Белоусов встречается с бывшим барабанщиков группы Александром Вершко, и у них появляется мысль возродить «Комитет» на земле, где он был изначально создан. В качестве директора/администратора группы привлекается Андрей Феоктистов, продюсер рок-опэн-эйр фестиваля «K!nRock» (Калининград In Rock) и президент Калининградской Рок-Ассоциации. Александр Верешко собирает состав и начинает репетиции. Возрожденный «Комитету» выступает на фестивале, начал формироваться тур - но 4 ноября 2010-го Сергей Белоусов скончался от цирроза печени. На 40 дней после смерти, 17 декабря 2010 года, был проведён прощальный концерт «Комитета Охраны Тепла» в составе, включающем музыкантов группы из прошлых составов: Александр Верешко (барабаны), Андрей Коломыйцев (клавишные), Андрей Брытков (саксофон, бас) + сессиооные музыканты. В концерте также принимают участие группа "Рада и Терновник" (Москва) и калининградские музыканты и группы.
Позже в 2011 году барабанщик группы Александр Верешко (был в группе с 1988 по 1995 года и с 2009 года до смерти Сергея) решает снова возродить «Комитет Охраны Тепла». Поначалу собрались практически все из бывших участников классического состава группы: Александр Верешко (барабаны), Андрей Брытков (саксофон, бас), Ирина Метельская (бэк-вокал), Юрий Щедрин (гитара), Андрей Коломыйцев (клавишные), а на вокал пригласили Алексея Боброва, бывшего лидера группы «ЗФ». Музыканты сразу решили, что будут исполнять не только старый материал, но и начать писать новый. Потом некоторые музыканты из стартового состава опять ушли. К лету 2012 года состав устоялся. «Комитет» выступил на летнем международном фестивале «K!nRock'12». Потом осенью 2012 года Калининградская рок-ассоциация решила провести еще один вечер памяти Сергея Белоусова: «Два года не здесь», на котором также выступили «Jah Division». С начала 2013 года «Комитет» снова активно выступает, состав периодически меняется. С 2017 года Александр Верешко, взявший на себя лидерство в группе после смерти лидера и основателя группы Сергея «Олди» Белоусова, сменил роль барабанщика на роль вокалиста.
С 2022 года, по настоянию родственников и наследников Олди, которые были против использования текущей версией группы названия и наследия Сергея Белоусова и его песен, «Комитет Охраны Тепла» с Александром Верешко на вокале прекратил свою деятельность.
В апреле 2024-го года Александр Верешко собрал новую группу с новыми участниками под названием «КОмиТет» (с отсылкой к сокращённому названию "КОТ" оригинальной группы; c 2025-го года название изменено на «Общество КОмиТет»), при этом группа исполняет репертуар «Комитет Охраны Тепла».
Музыкальная стилистика группы «Комитет Охраны Тепла» обычно описывается как регги, взращенный на российских корнях. Лидер группы «Ляпис Трубецкой»  Сергей Михалок, исполнивший кавер-версию «комитетовской» песни «Африка», так отозвался об их творчестве:

Лучше него регги на русском языке не пел никто, просто потому что он не уводил своих слушателей в эфемерные фантастические миры, а описывал жизнь растамана в обстановке нашего Севера — с гопотой, урлой и отсутствием человеческого тепла.

Но лучше чем тексты «Комитета», о нём не скажет никто. Из песни «Африка»:

   Черное на белом - кто-то был неправ \  
   Я внеплановый сын африканских трав \ 
   Я танцую рэгги на грязном снегу \
   Моя тень на твоем берегу...

## Состав

### Последний состав
- Александр Верешко — барабаны, перкуссия (1988—1995, 2009—2010, 2011—2017), вокал (2017—2022)
- Владимир Прусаков — барабаны (2001—2005, 2017—2022), перкуссия (2009—2010)

### Бывшие участники
- Сергей «Олди» Белоусов — автор музыки и текстов, вокал, ритм-гитара (1987—2008, 2009—2010) († - умер 4 ноября 2010 года)
- Валерий «Стэн» Симченко — бас-гитара, бэк-вокал (1987—1988) († - умер)
- Андрей Брытков — саксофон (1987—1993), бас-гитара (1987—1990, 2010, 2011—?)
- Андрей Коломыйцев — клавишные (1987—1990, 2010, 2011, 2017)
- Ирина Сильченко (Ирина Метельская) — бэк-вокал (1987—1993, 2011—2012, 2017)
- Александр «Шурик» Бограчевский — флейта (1987—?)
- Николай Рябчун — барабаны (1987—1988)
- Юрий Щедрин — гитара (1988—1990, 2011), вокал (2011)
- Алексей Старцев — гитара (1987—?)
- Лена — скрипка (1987—?)
- Валерий «Горбонос» Горбачёв (Валерий Чайка) — гитара (1988—?)
- Ян «Кодекс» — шоу (1988—1989)
- Антон Медведев — шоу (1988—1989)
- мама Ирэн (Ирэн Вагапова) — шоу, танец (1988—1989) († - умерла)
- Евгений «Сэм» Смоляньинов — бас-гитара (1988) († - умер)
- Сергей Брытков — скрипка (1989)
- Андрей Моторный — соло-гитара (1990—1992) († - умер)
- Леонид Якутин — бас-гитара (1990)
- Никита Зайцев — гитара (1990, 1997) († - умер 23 августа 2000 года)
- Андрей «Дис» Редькин — бас-гитара (1990—1992) († - умер)
- Герберт Моралес (Герберт Захарьин) — гитара (1991—1992)
- Алексей Роменский — бэк-вокал, перкуссия (1991—1992), перкуссия (1995-?)
- Евгений «Чен» Шлапаков — соло-гитара (1992—1995, 1999—2008)
- Олег Москаленко — бас-гитара (1992—1993, 1994—1999)
- Игорь Гуляев — соло-гитара (1993—1995) (позже —  участник группы «Чернозём»)[11] († - умер в 2000 году)
- Александр Воронин — флейта (1993-?) († - умер 8 июля 1998 года)
- Дмитрий «Дим Димыч» Васильев — бас-гитара (1993—1994), клавишные (1997)
- Николай «Кондрат» Игнатичев — перкуссия (1994—?), гитара (?)
- Максим Ширвис — саксофон (1994)
- Леонид Иващенко — гитара (1995—?) († - умер 22 июля 2016 года)
- Константин Мусоргский — труба (1996)
- Евгений Бунтов — бас-гитара (1999)
- Ольга Сарнавская — бас-гитара (1999—2005)
- Александр Растафура — барабаны (1999—2001)
- Александр Козырев — перкуссия (2000), барабаны (2001)
- Евгений Бабичев — клавишные (2001—?)
- Руф — перкуссия (2001—2005)
- Вася — перкуссия (2001—2005)
- Сергей Хлебалин — саксофон (2010)
- Максим Иванов — перкуссия (2009—2010)
- Илларион Дьяков — альт (2010)
- Алексей Бобров — вокал (2010, 2011—2017)
- Александр Тюкаев — саксофон (2010, 2012—?), бас (2021)
- Евгений Черепанов — гитара (2011—?)
- Олег Грудинов — клавишные (2012—?)
- Ярослав Калашников — труба (2017—?)
- Татьяна Бутырская — бас (2017—2021)

### Директора группы
- Светлана Колбанёва (1988—?)
- Гертруда Николаевна Понзель (2025)

## Дискография

### Студийные альбомы
- 1988 - Зубы
- 1989 - Король понта
- 1991 - 1991
- 1992 - Комитет охраны тепла (издание 1991, 1997, 2003)[9]
- 1992 - Раны тепла (издание 1992, 1995, 1997, 2003)[9]
- 1997 - Программа А
- 2001 - Кайя (Владивосток 20001) (single)
- 2010 - Розовый балет (single)

### Концертные альбомы
- 1987 - Растаманы
- 1989 (13 января) - АрхАнгельск
- 1989 - Концерт в Кёнигсберге
- 1989 - Сырок 1989
- 1990 (25 февраля) - Минск
- 1990 (14 сентября) - Концерт в Риге (на фестивале «Rock Rūdens»)
- 1990 - Концерт в Москве "МГУ"[2]
- 1990 - Концерт в Москве "МЭИ"
- 1992 - Концерт на фестивале «Черёмуха»[2]
- 1992 - Форпост 92
- 1992 - Концерт в клубе Sexston FoZD Москва
- 1993 (17 мая) - Фестиваль «Тихий парад»[2] в Владимире
- 1993 - Не бей копытом 93
- 1994 - Скоро лето[2]
- 1994 - Белое время
- 1995 - "Сказки старого Кёнигсберга" (Концерт в Калининграде)
- 1996 - Концерт в Доме Актёра[2]
- 1996 (15 октября) - Концерт в ночном клубе «Остров»[2]
- 1997 (7 января) - Квартирник на Покровке
- 1997 (16 мая) - Скоро лето
- 1997 (19 октября) - Jedem das Seine (концерт в Питере)
- 1997 - Не бей копытом
- 2001 - Форпост (Live in Forpost Club)
- 2001 - Форпост лайв
- 2001 - Форпост III (с волынкой)
- 2013 - «Это не Рок-н-ролл: трибьют Олди и К.О.Т.» в Калининграде[12]